# Åland
Åland-szigetek (ejtsd: [ólánd]) – finnül Ahvenanmaa, Finnország és Svédország között, a Botteni-öbölben elhelyezkedő, Finnországhoz tartozó több mint 6500 szigetből álló szigetcsoport, melynek lakossága túlnyomórészt svéd anyanyelvű. A szigetek hivatalos neve svédül Landskapet Åland, finnül Ahvenanmaan maakunta (Ahvenanmaa megye).

## Földrajz
Az Åland-szigetek mintegy háromszáz lakható szigetből áll, amelyek közül mintegy hatvan lakott; a többi 6400 sérsziget vagy elhagyatott szikla.
A szigetek által elfoglalt terület összesen 13 324 négyzetkilométer, amelyből 1553 négyzetkilométer szárazföld. Legmagasabb pontja, az Orrdalsklint 129,1 méterrel van a tengerszint felett. Ålandon közel négyszáz, 0,25 hektárnál nagyobb tó található.
A szigetek felszíne többnyire sziklás, ahol a vörös és rózsaszín gránit dominál. A talaj vékony, mert a legutóbbi eljegesedés végén a visszahúzódó gleccserek eltakarították.
Åland partvonalát számos öböl és fjord tagolja, amelyek kiváló kikötők a kisebb hajók számára. A legfontosabb kikötő Ytternäsnál található. Eckerö, Lemland és Lumparland szigetet Ålandtól és egymástól keskeny, sekély szoros választja el. Fölglö, Vårdö és a Geta-szigetek sokkal masszívabbak, meredek sziklákkal és kevésbé tagolt partvonallal. A nagyobb szigeteken több kis tó található.
A lakosság 90%-a Fasta Ålandon él, ahol egyúttal a szigetek fővárosa, Mariehamn is található. Fasta Åland a szigetcsoport legnagyobb szigete. A pontos méretét nehéz meghatározni a szabálytalan alakja és partvonala miatt. A becslések 740 négyzetkilométertől 879 négyzetkilométerig terjednek.

## Történelme
A terület – haditengerészeti szempontból stratégiai fekvése miatt – gyakran okozott feszültségeket a térségben.
Az Åland-szigetek annak a területnek a része, amelyet az Orosz Birodalom Svédországtól szerzett meg a frederikshamni békében 1809 szeptemberében. Finnország többi részével együtt a félautonóm Finn Nagyhercegség része lett.
Svédország képtelen volt elérni, hogy a szigeteket ne erődítsék meg. A kérdés nem csak Svédországnak volt fontos, hanem az Egyesült Királyságnak is, amely aggódott biztonságának és kereskedelmi érdekeinek veszélyeztetése miatt.
1832-ben Oroszország megindította a szigetek megerősítését Bomarsund hatalmas erődjének építésével. Ezt a krími háborúban, a balti hadjáratban, 1854-ben, egyesített brit és francia haditengerészeti és tengerészgyalogos erők foglalták el rombolták le. A párizsi béke (1856) előírta az Åland-szigetek demilitarizálását.
Az 1918-as finn polgárháborúban a svéd csapatok békefenntartóként avatkoztak be az ott állomásozó orosz csapatok, valamint a Finnország felől a befagyott tengeren érkező vörös és fehér finn csapatok között. Történészek szerint ekkor a svédek komolyan tervezték a szigetek elfoglalását. Néhány hét múlva a svéd csapatok átadták a helyüket a finn fehér szenátus által hívott német csapatoknak.
1917 óta törekszenek a szigetek lakói a Svédországhoz való csatlakozásra. 1919-ben azt felterjesztést, amelyben kérelmezték a Finnországtól való elszakadást, a szigetek felnőtt lakosságának 96,4%-a aláírta, és több mint 95%-a támogatta. A svéd nemzeti érzelmeket különösen a következő ügyek élesztették: svédellenes tendenciák Finnországban, finn nacionalisták ellenségessége az autonómiával szemben és az oroszosítással szembeni finn ellenállás. Ráadásul a Finnországon belüli konfliktus a finn nyelvű többség és a svéd nyelvű kisebbség között az 1840-es évek óta tart, és élesztették Åland lakosságának ellenérzését a Finnországhoz való tartozással szemben.
Finnország ellenezte mind a szigetek elszakadását, mind az autonóm státust. A szigetlakók nem hagyták annyiban, és a vita a Népszövetség elé került 1921-ben. Az akkori döntés szerint Finnország megtarthatta szuverenitását az Åland-szigetek felett, de az autonóm területté vált. Finnország elismerte Åland-szigetek lakóinak jogát svéd nyelvük megtartására, kultúrájuk és hagyományaik megőrzésére. Ugyanakkor nemzetközileg elismert semleges státust adott Åland-szigeteknek, megtiltotta, hogy ott csapatok állomásozzanak vagy katonai parancsnokságot telepítsenek oda.
A huszadik század folyamán a szigetlakók növekvő számban ismerték el a finn szuverenitást hasznosnak. Mivel Svédország elégtelen segítséget nyújtott a népszövetségi vitában, nem fogadta el a szigetek demilitarizált státusát az 1930-as években, a szigetek lakossága a második világháború alatt és után érzelmekben és magatartásban közeledett Finnországhoz. A szigetlakók egyre kevésbé tekintik Ålandot finn birtokban lévő svéd tartománynak, hanem Finnország autonóm részének érzik.

## Népessége
A lakosság 92%-a svéd, 5%-a finn anyanyelvű ålandi. Åland ma is a nemzetiségi területi autonómia mintapéldája az Európai Unióban.
A népesség 90%-a a legnagyobb szigeten, Fasta Ålandon lakik – s az itt élők csaknem fele az Åland-szigetek egyetlen városában, Mariehamnban (finnül: Maarianhamina) él.
A lakosság 75,9%-a a Finn Evangélikus-Lutheránus Egyház tagja.
| Lakosok száma | 22 288 | 22 783 | 23 591 | 24 231 | 25 158 | 25 706 | 26 530 | 27 456 | 28 666 | 30 144 |
|               | 1975   | 1980   | 1985   | 1989   | 1994   | 1999   | 2004   | 2008   | 2013   | 2021   |

## Åland és az Európai Unió
Ålandon külön népszavazás volt az EU-hoz történt csatlakozás ügyében, amelynek végeredményeként a tartomány Finnország többi részével egy időben belépett az unióba.
Åland része ugyan az EU-nak, néhány fontos kérdésben azonban kivételes jogállással rendelkezik. A nem-ålandiak ingatlanszerzési és vállalkozási joga korlátozva van a szigeteken, és Åland nem tagja az EU vámuniójának. Ez utóbbi azt jelenti, hogy Åland adószempontból „harmadik ország”-nak minősül, továbbra is lehetővé téve a Svédország és Finnország között közlekedő kompokon az adómentes árusítást.

## Nevezetességek
A legérdekesebb város Sund a fősziget keleti felén fekszik, itt találjuk a Kastelholm várat, amely stratégiai jelentőséggel bírt a 16-17. században.
A szomszédságban lévő szabadtéri Jan Karlsgården Múzeumot, amely nyáron több fesztiválnak is otthont ad. A Bomarsund-erőd az orosz megszállásra emlékeztet.
Ålandot rendszeres hajójárat köti össze Svédországgal, Finnországgal és Észtországgal. Ingyenesen közlekedhetünk a szigetek között komppal, Sundot pedig busszal, vagy kerékpárral is elérhetjük.

## Közigazgatás

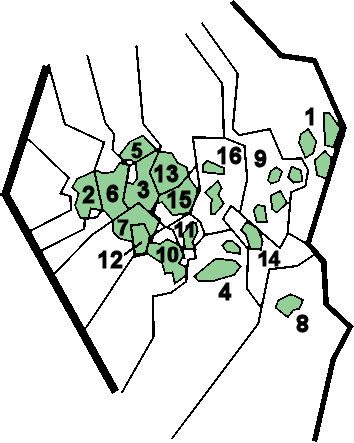
A városok és a kerületek Ålandon

| 1. Brändö 2. Eckerö 3. Finström 4. Föglö 5. Geta 6. Hammarland 7. Jomala 8. Kökar 9. Kumlinge 10. Lemland 11. Lumparland 12. Mariehamn 13. Saltvik 14. Sottunga 15. Sund 16. Vårdö |

## Gazdaság

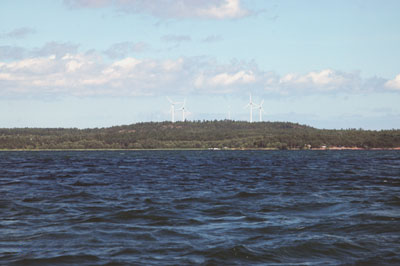
A lemlandi Knutsboda-hegy, szélturbinákkal

A lakosság főként mezőgazdaságból és halászatból él, de a mikroelektronikai ipar is megtelepedett a szigeteken. A műszaki és orvosi elektronikai termékek mellett jelentős még a műanyag- és fém-, illetve fafeldolgozás.

## Közlekedés
- Közutak hossza: 1000 km
- Repülőterek száma: 1
- Kikötők száma: 2

## Ünnepek
- Június 9.: nemzeti ünnep, Åland Önkormányzat Napja (1922 óta)

## Fordítás
- Ez a szócikk részben vagy egészben  a(z)   Åland Islands című angol Wikipédia-szócikk ezen változatának fordításán alapul.  Az eredeti cikk szerkesztőit annak laptörténete sorolja fel. Ez a jelzés csupán a megfogalmazás eredetét és a szerzői jogokat jelzi, nem szolgál a cikkben szereplő információk forrásmegjelöléseként.
- Ez a szócikk részben vagy egészben  a   Geography of Åland című angol Wikipédia-szócikk ezen változatának fordításán alapul.  Az eredeti cikk szerkesztőit annak laptörténete sorolja fel. Ez a jelzés csupán a megfogalmazás eredetét és a szerzői jogokat jelzi, nem szolgál a cikkben szereplő információk forrásmegjelöléseként.